# Gymkata
Gymkata è un film del 1985, diretto da Robert Clouse. La pellicola doveva segnare il debutto cinematografico del pluricampione mondiale di ginnastica artistica Kurt Thomas, ma a causa dell'insuccesso della pellicola questo film sarà la sua unica prova di attore.

## Trama
Jonathan Cabot è un ginnasta di grande talento e fama internazionale che viene approcciato dallo Special Intelligence Agency (SIA) per essere inviato nel Parmistan, una nazione piccola incuneata tra le montagne dell'Hindu Kush. Cabot dovrà partecipare al "Gioco", ovvero una corsa mortale costituita da diverse prove di atletica che viene richiesta a tutti gli stranieri che fanno richiesta di entrare nel paese. Colui che vince il Gioco può esprimere un desiderio e il Re sarà tenuto ad accontentarlo. La SIA vuole che Cabot vinca il gioco per permettere agli Stati Uniti di installare nel paese una base strategicamente importantissima per il controllo dei satelliti, che permetterebbe di individuare con largo anticipo attacchi nucleari da parte dell'Unione Sovietica.
Oltre alla prospettiva di salvare milioni di vite Cabot accetta perché viene a sapere che il padre, scomparso anni prima, aveva partecipato al gioco proprio su richiesta della SIA. Cabot verrà preparato da tre allenatori, tra cui la bella principessa del Parmistan Rubali.
Giunto a Karabal, la capitale, viene attaccato da alcuni terroristi, ma riesce a sgominarli grazie al suo Gymkata, uno stile di lotta che mischia karate e ginnastica. Tuttavia scopre di essere stato tradito dal suo contatto locale, viene però salvato dalla SIA. In seguito prende parte al gioco e al termine dell'avventura riesce a vincere affrontando il perfido Comandante Zamir, che voleva rovesciare il sovrano con un colpo di stato. Ritrova anche il proprio padre, creduto morto ma in realtà infiltrato tra le guardie di Zamir.

## Accoglienza
Il film ha incassato solo 5,7 milioni di dollari ed è stato stroncato dalla critica e dal pubblico.
Il protagonista ha ricevuto una nomination ai Razzie Awards 1985 nella categoria peggior attore esordiente, non aggiudicandosi il premio. Nonostante tutto il film ha goduto di una buona popolarità a causa della sua comicità involontaria. Maxim lo ha collocato al 17º posto della sua lista dei peggiori film di tutti i tempi.